# Rudolf Schmundt
Rudolf Schmundt (13. srpna 1896, Méty, Německé císařství - 1. října 1944, Rastenburg, nacistické Německo) byl německý vojenský důstojník a pozdější generál pěchoty (General der Infanterie) za druhé světové války. Nejvíce známým se stal díky svému působení jako vrchní armádní pobočník německého vůdce a kancléře, Adolfa Hitlera, a jako přednosta personálního oddělení německé armády. Zároveň se jedná o jednu z obětí atentátu na Hitlera z 20. července 1944.
Účastnil se první světové války jako nižší důstojník Reichswehru. V době československé krize v roce 1938 působil jako vojenský pobočník Adolfa Hitlera. Stal se zapisovatelem téměř na všech poradách německého armádního velení, zejména při projednávání podrobností útoků na ČSR a Polsko. Od roku 1942 stál v čele armádního personálního oddělení.
Při atentátu na Hitlera 20. července 1944 byl těžce raněn. Zemřel 1. října 1944 na následky zranění.

## Shrnutí vojenské kariéry

### Data povýšení
- Fähnrich - 10. srpen, 1914
- Leutnant - 11. září, 1915
- Oberleutnant - 1. duben, 1925
- Hauptmann - 1. únor, 1931
- Major - 1. leden, 1936
- Oberstleutnant - 1. říjen, 1938
- Oberst - 4. srpen, 1939
- Generalmajor - 1. leden, 1942
- Generalleutnant - 1. duben, 1943
- General der Infanterie - 25. červenec, 1944

### Významná vyznamenání
- Zlatý kříž německého řádu[1] - 7. říjen, 1944
- Pruský železný kříž I. třídy - listopad, 1916
- Pruský železný kříž II. třídy - 24. květen, 1915
- Odznak za zranění v černém (první světová válka)
- Odznak za zranění z 20. července, 1944 ve zlatě - 19. září, 1944
- Pruská medaile za záchranu - 1926
- Finský řád kříže svobody I. třídy s meči - 11. červen, 1942
- Zlatý stranický odznak
- Zlatý odznak Hitlerjugend
- Kříž cti s meči
- Sudetská pamětní medaile
- Medaile za Anschluss
- |  |  |  Služební vyznamenání wehrmachtu od IV. do I. třídy